# 吴少彬
吴少彬（1969年2月4日—），河南安阳人，新加坡国际象棋棋手、特级大师。其妻子是前国际象棋女子世界冠军谢军。

## 生平
1991年，吴少彬获国际大师称号。1996年，他前往新加坡发展。1998年，晋升为国际象棋特级大师。他曾代表中国队出战1994年国际象棋奥林匹克，并代表新加坡队出战了2000年、2002年、2004年国际象棋奥林匹克。